# La Barceloneta (la Vansa i Fórnols)
La Barceloneta és un nucli de població del municipi de la Vansa i Fórnols, a l'Alt Urgell. El poble tenia 13 habitants disseminats el 1991 i actualment 11. Es troba a la vall de la Vansa, aigua avall de Sorribes de la Vansa. El riu de la Vansa, després del pas per la Barceloneta, hi desguasa el torrent de l'Espluga a prop de Cal Valentí de l'Espluga.
A prop hi ha l'església romànica de Sant Julià dels Garrics, en un lloc dit antigament Sant Julià de Pera.